# Corrhenes elongata
Corrhenes elongata är en skalbaggsart som beskrevs av Stefan von Breuning 1938. Corrhenes elongata ingår i släktet Corrhenes och familjen långhorningar. Inga underarter finns listade i Catalogue of Life.